# Arid
Arid (lat. āridus fra  ārēre at være tør) er betegnelsen for et område som er karakteriseret ved mangel på tilgængeligt vand, hvilket hindrer vækst og udvikling af lokal flora og fauna.
| Geologi | Spire Denne artikel om geologi er en spire som bør udbygges. Du er velkommen til at hjælpe Wikipedia ved at udvide den. |